# Checco Rissone
Checco Rissone, nome d'arte di Francesco Rissone (Asti, 7 luglio 1909 – Vicenza, 25 settembre 1985), è stato un attore italiano.

## Biografia
Attore di formazione teatrale (sua sorella era l'attrice Giuditta Rissone), caratterista di vaglia per il cinema, è stato impiegato in celebri film.
Nel 1938 è Guglielmo in Come vi piace di William Shakespeare con musiche di Ildebrando Pizzetti nel Giardino di Boboli a Firenze per la regia di Jacques Copeau.
Nel 1950 è il dottor Lombardi ne Arlecchino servitore di due padroni di Carlo Goldoni per la regia di Giorgio Strehler con musiche di Fiorenzo Carpi al Teatro della Pergola di Firenze.
Come assistente alla regia ha collaborato alla realizzazione de Il giudizio universale (1961) e de La ciociara (1960).
Per il teatro ha fatto parte del cast della prima de Processo a Gesù e di Persefone di Roberto Lupi nel ruolo dell'ingegnere tecnico diretto da Bruno Bartoletti al Teatro Comunale di Firenze nel 1970.

## Prosa televisiva Rai
- Arlecchino servitore di due padroni di Carlo Goldoni, regia di Giorgio Strehler, trasmessa il 25 settembre 1955.
- Knock o il trionfo della medicina, regia di Sergio Tofano, trasmessa il 21 dicembre 1956.
- All'insegna delle sorelle Kadar, regia di Mario Landi, trasmessa il 5 aprile 1958.
- I nostri sogni, regia di Gianfranco De Bosio, trasmessa il 14 aprile 1958.
- Il romanzo di un maestro (1959)
- La foresta pietrificata, regia di Franco Enriquez, trasmessa il 19 giugno 1959.
- Il tricheco, regia di Alberto Gagliardelli, trasmessa il 25 gennaio 1960.
- Ascensione, regia di Alessandro Brissoni, trasmessa il 20 dicembre 1960.
- Antonio e Cleopatra (1965)
- Processi a porte aperte: Il giocatore di scacchi (1968)

## Filmografia

### Cinema
- La segretaria per tutti, regia di Amleto Palermi (1933)
- Il signore desidera?, regia di Gennaro Righelli (1933)
- Tempo massimo, regia di Mario Mattoli (1934)
- Questi ragazzi, regia di Mario Mattoli (1937)
- La mazurka di papà, regia di Oreste Biancoli (1938)
- L'orologio a cucù, regia di Camillo Mastrocinque (1938)
- Partire, regia di Amleto Palermi (1938)
- La dama bianca, regia di Mario Mattoli (1938)
- Le due madri, regia di Amleto Palermi (1938)
- Duetto vagabondo, regia di Guglielmo Giannini (1938)
- Ai vostri ordini, signora..., regia di Mario Mattoli (1938)
- Scandalo per bene, regia di Esodo Pratelli (1940)
- Centomila dollari, regia di Mario Camerini (1940)
- La granduchessa si diverte, regia di Giacomo Gentilomo (1940)
- L'assedio dell'Alcazar, regia di Augusto Genina (1940)
- La peccatrice, regia di Amleto Palermi (1940)
- L'arcidiavolo, regia di Toni Frenguelli (1940)
- L'ispettore Vargas, regia di Gianni Franciolini (1940)
- Ragazza che dorme, regia di Andrea Forzano (1941)
- I promessi sposi, regia di Mario Camerini (1941)
- Finalmente soli, regia di Giacomo Gentilomo (1942)
- Odessa in fiamme, regia di Carmine Gallone (1942)
- La statua vivente, regia di Camillo Mastrocinque (1943)
- Gente dell'aria, regia di Esodo Pratelli (1943)
- Campo de' fiori, regia di Mario Bonnard (1943)
- T'amerò sempre, regia di Mario Camerini (1943)
- Enrico IV, regia di Giorgio Pastina (1943)
- La carica degli eroi, regia di Oreste Biancoli e Anton Giulio Majano (1943)
- Nessuno torna indietro, regia di Alessandro Blasetti (1943)
- Il cappello da prete, regia di Ferdinando Maria Poggioli (1944)
- Incontro con Laura, regia di Carlo Alberto Felice (1945)
- Il sole sorge ancora, regia di Aldo Vergano (1946)
- Vanità, regia di Giorgio Pàstina (1947)
- Caccia tragica, regia di Giuseppe De Santis (1947)
- Molti sogni per le strade, regia di Mario Camerini (1948)
- Cuore, regia di Duilio Coletti (1948)
- Ladri di biciclette, regia di Vittorio De Sica (1948)
- Le mura di Malapaga (Au-delà des grilles), regia di René Clément (1949)
- Riso amaro, regia di Giuseppe De Santis (1949)
- Il sentiero dell'odio di Sergio Grieco (1950)
- Mamma mia, che impressione!, regia di Roberto Savarese (1951)
- Miracolo a Milano, regia di Vittorio De Sica (1951)
- Pane, amore e fantasia, regia di Luigi Comencini (1953)
- Pane, amore e gelosia, regia di Luigi Comencini (1954)
- Eva, regia di Joseph Losey (1962)
- Le stagioni del nostro amore, regia di Florestano Vancini (1966)
- La morte risale a ieri sera, regia di Duccio Tessari (1970)
- Venga a prendere il caffè... da noi, regia di Alberto Lattuada (1970)
- Il generale dorme in piedi, regia di Francesco Massaro (1972)

### Televisione
- L'ospite segreto, regia di Eriprando Visconti - film TV (1967)
- Antonio Meucci cittadino toscano contro il monopolio Bell, regia di Daniele D'Anza – miniserie TV (1970)

## Doppiatori italiani
- Carlo Romano in Finalmente soli, Le mura di Malapaga, Eva
- Oreste Lionello in La morte risale a ieri sera

## Prosa radiofonica Rai
- La finta ammalata, di Carlo Goldoni, regia di Enzo Ferrieri, trasmessa il 17 settembre 1951
- Angelica, dramma satirico di Leo Ferrero, regia di Gianfranco De Bosio, trasmessa il 17 gennaio 1960.
- L'imbriago de Sesto, di Gino Rocca, regia di Guglielmo Morandi, trasmessa il 21 febbraio 1961